# Joe Strummer
Joe Strummer (nascido John Graham Mellor) (Ankara, 21 de agosto de 1952 — Somerset, 22 de dezembro de 2002) foi um músico britânico, mais conhecido por seu trabalho como vocalista e guitarrista da banda The Clash. Antes era integrante da banda The 101ers. Foi ainda membro dos The Mescaleros e temporariamente dos The Pogues.

## Primeiros anos
Strummer nasceu em Ankara na Turquia. Sua mãe, Anna Mackenzie, era enfermeira de origem escocesa. Seu pai, Ronald Mellor, um indiano que trabalhava como diplomata de serviços estrangeiros nas ilhas britânicas. Sua família gastava muito tempo se mudando de um lugar para outro, e Joe passou partes de sua infância no Cairo, Cidade do México e Bonn. Aos nove anos, junto com seu irmão David (dez anos), começou a estudar na "City of London Freemen's School" em Surrey. Joe poucas vezes viu seus pais durante os sete anos seguintes à sua entrada na escola. Por esse motivo, Joe desenvolveu uma revolta interna e, talvez na intenção de contrariar os pais não presentes, tornou-se o símbolo oposto à diplomacia no futuro. Ele desenvolveu seu amor pelo rock ouvindo gravações de Little Richard, Beach Boys e Woody Guthrie (Joe inclusive assumiu o apelido "Woody" por alguns anos).
Em 1970 seu irmão, David, se afastando da família acabou entrando para o British National Front. Seu suicídio em julho do mesmo ano afetou profundamente Joe, que precisou identificar o corpo após três dias de desaparecimento. Em 1973, Strummer mudou-se para a cidade de Newport. Por lá, Strummer conheceu músicos universitários no sindicato dos estudantes em Stow Hill e se tornou o vocalista da banda Flaming Youth, que posteriormente mudou seu nome para Vultures. Os Vultures incluíam três ex-membros do Rip Off Park Rock & Roll Allstars, a banda original da faculdade co-fundada por Terry Earl Taylor. No ano seguinte, Strummer foi o vocalista e guitarrista de meio período da banda. Durante este tempo, ele também trabalhou como coveiro no cemitério de St. Woolos. No ano seguinte a banda se desfez e Strummer voltou para Londres. Por lá, ele trabalhou como artista de rua e posteriormente fundou a banda 101ers, em homenagem ao endereço de sua ocupação na 101 Walterton Road em Maida Vale. A banda fez muitos shows em pubs de Londres, fazendo covers de R&B e blues americanos populares.

## The Clash

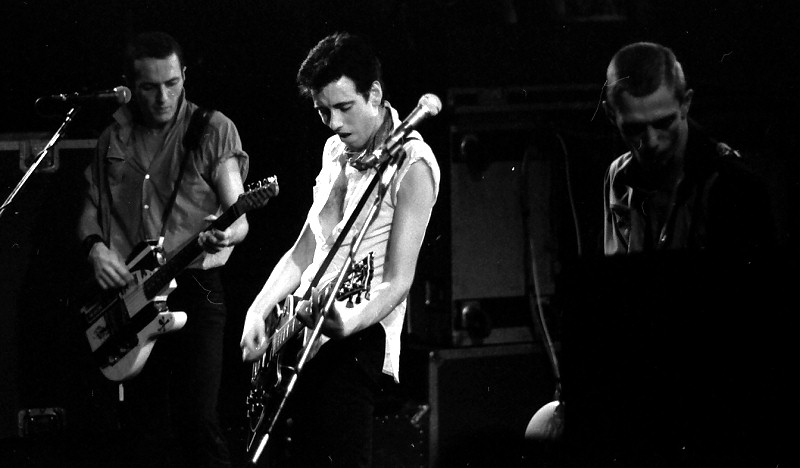
The Clash tocando ao vivo na cidade de Oslo na Noruega no ano de 1980.

Em 3 de abril de 1976, o Sex Pistols (que na época não era uma banda muito conhecida) abriu o show para o 101ers em um local chamado Nashville Rooms em Londres, e Strummer ficou impressionado com eles.  Algum tempo depois do show, Strummer foi abordado por Bernie Rhodes e Mick Jones. Jones era da banda London SS e queria que Strummer se tornasse o vocalista da banda dele. Strummer concordou em deixar o 101ers e se juntar a Jones, ao baixista Paul Simonon, ao baterista Terry Chimes e ao guitarrista Keith Levene. A banda foi batizada de "The Clash" por Simonon e fez o seu primeiro show no dia 4 de julho de 1976 em Sheffield, abrindo para os Sex Pistols no Black Swan (também conhecido como Mucky Duck, agora conhecido como Boardwalk). Em 25 de janeiro de 1977, a banda assinou com a CBS Records como um trio depois que Levene foi demitido da banda e Chimes saiu. Topper Headon mais tarde se tornou o baterista em tempo integral da banda.
Durante seu tempo com o The Clash, Strummer, junto com seus companheiros de banda, acabaram tornando-se conhecidos por terem problemas com a lei. No dia 10 de junho de 1977, Strummer e Headon foram presos por pichar "The Clash" na parede de um hotel. Em 20 de maio de 1980, Strummer foi preso na cidade de Hamburgo, Alemanha, por bater com uma guitarra em um homem violento que estava na plateia do show do The Clash. Este incidente chocou Strummer e teve um impacto pessoal duradouro sobre ele. Strummer disse: "Foi um divisor de águas - a violência realmente me controlou pela primeira vez". Ele decidiu nunca mais lutar contra a violência com violência. Antes do álbum Combat Rock ser lançado em 1982, Strummer passou a ter problemas com o empresário da banda Bernie Rhodes, chegando a se distanciar da banda e a fazer uma viagem secreta para a França, o que fez com que Bernie Rhodes dissesse publicamente que Joe Strummer estava "desaparecido". Nesse mesmo período, o The Clash passou a enfrentar um momento turbulento causado pelas péssimas relações entre os membros da banda, o que fez com que o grupo começasse a desmoronar.
Em setembro de 1983, Strummer demitiu Mick Jones, o baterista Topper Headon acabou sendo expulso do The Clash por causa de seu vício em heroína, e Terry Chimes foi trazido de volta temporariamente para ocupar seu lugar até que Pete Howard (o baterista substituto), pudesse ser encontrado. Isso deixou a banda com apenas dois de seus membros originais, Strummer e Simonon. Rhodes convenceu Strummer a continuar, acrescentando dois novos guitarristas. Sob essa formação, eles lançaram o álbum Cut the Crap em 1985. O álbum teve um desempenho fraco nas vendas e foi bastante criticado pelos fãs e por críticos de música. Após o fracasso do Cut the Crap, Joe Strummer decidiu acabar com o The Clash no ano de 1986.
Na introdução da banda no Rock and Roll Hall of Fame, o The Clash foi "considerada uma das bandas mais abertamente políticas, explosivas e emocionantes da história do rock and roll". Suas canções abordavam detalhadamente a decadência social, o desemprego, o racismo, a brutalidade policial, a repressão política e social e o militarismo. Joe Strummer esteve envolvido com as campanhas da Liga Anti-Nazista e do Rock Contra o Racismo. Posteriormente, ele também apoiou a série de concertos Rock Against the Rich organizada pela organização anarquista Class War. O álbum London Calling do The Clash foi eleito o melhor álbum dos anos 1980 pela revista Rolling Stone (embora tenha sido lançado no final de 1979 no Reino Unido, não foi lançado até 1980 nos EUA).

## Carreira solo e trilha sonora (1986–1999)

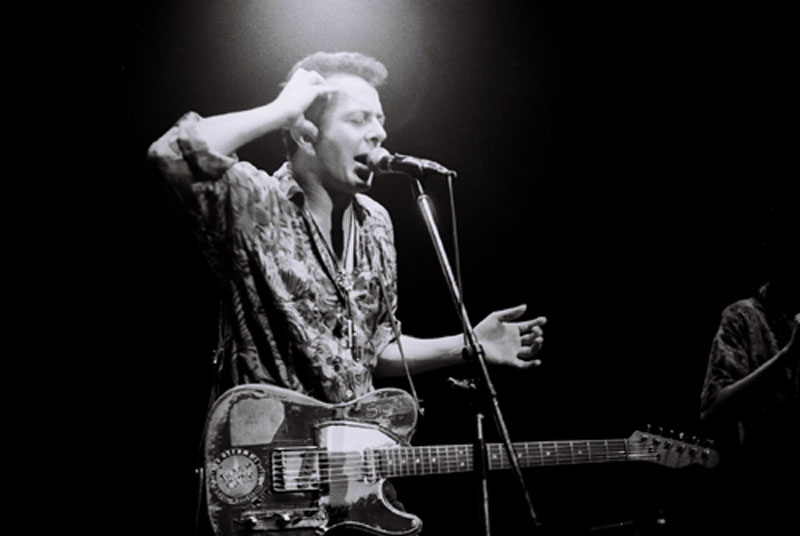
Joe Strummer tocando ao vivo com a banda The Pogues no Japão no ano de 1992.

Após o fim do The Clash, Strummer trabalhou em várias canções para o filme de 1986 Sid and Nancy, incluindo "Love Kills" e "Dum Dum Club". Strummer também trabalhou mais tarde com Mick Jones e sua banda Big Audio Dynamite, contribuindo para o segundo álbum de estúdio da banda, co-escrevendo a maioria das canções, bem como produzindo o álbum junto com Jones.
Em 1987, ele fez uma pequena participação no filme Walker, dirigido por Alex Cox, como um personagem chamado Faucet e escreveu e atuou na trilha sonora do filme. Ele estrelou outro filme de Cox no mesmo ano chamado Straight to Hell, como o personagem Simms. Straight to Hell também apresentou a banda londrina-irlandesa de folk / punk The Pogues, como atores e contribuintes da trilha sonora. Strummer juntou-se aos The Pogues para uma turnê em 1987/88, substituindo o guitarrista doente Philip Chevron, que escreveu (em maio de 2008) no fórum online da banda: "Quando fiquei doente no final de 1987, ensinei a Joe todas as partes da guitarra em uma tarde e ele estava em turnê nos Estados Unidos como guitarrista adjunto no dia seguinte. Joe escreveu todas as abas com sua mão meticulosamente limpa em um longo pedaço de papel que ele colou na parte superior da guitarra para que pudesse olhar para baixo ocasionalmente quando estava no palco". Essa turnê seria a primeira de várias colaborações com a banda.
Em 1989, Strummer apareceu no filme de Jim Jarmusch, Mystery Train, como um andarilho bêbado e de temperamento curto chamado Johnny (a quem a maioria dos personagens se refere como Elvis, para desespero de Johnny). Ele fez uma participação especial no filme de 1990 de Aki Kaurismäki, I Hired a Contract Killer, como guitarrista em um pub, apresentando duas canções ("Burning Lights" e "Afro-Cuban Bebop"). Estas foram lançadas como um single promocional de 7 polegadas limitado a algumas centenas de cópias, creditado a "Joe Strummer & the Astro Physicians". Os "Astro Physicians" eram na verdade os The Pogues ("Afro-Cuban Bebop" foi relançado no box set dos The Pogues em 2008). Durante esse tempo, Strummer continuou a atuar, escrever e produzir trilhas sonoras para vários filmes, mais notavelmente a trilha sonora de Grosse Pointe Blank (1997).
Em 1989, Strummer produziu um disco solo com a banda Latino Rockabilly War. O álbum Earthquake Weather foi um fracasso comercial e crítico, e resultou na perda de seu contrato com a Sony Records. Também fez a trilha sonora do filme Permanent Record com a banda. Strummer foi convidado pelos The Pogues, que estavam se fragmentando como uma banda, para ajudá-los a produzir seu próximo álbum, lançado em 1990 como Hell's Ditch. Em 1991, ele substituiu Shane MacGowan como vocalista dos The Pogues em uma turnê após a saída de MacGowan da banda. Uma noite dessa turnê foi gravada profissionalmente, e três faixas ("I Fought the Law", "London Calling" e "Turkish Song of the Damned") foram lançadas como b-sides e novamente no box set de The Pogues em 2008 .
Em 16 de abril de 1994, Strummer se juntou à banda tcheco-americana Dirty Pictures no palco em Praga no Repre Club em Obecni Dum no "Rock for Refugees", um show beneficente para pessoas que ficaram desabrigadas pela guerra na Bósnia. Embora o set tenha parecido improvisado, Strummer e a banda passaram os dias que antecederam o evento ensaiando e "saindo" em Praga. O show começou com "London Calling" e sem pausa entrou em "Brand New Cadillac". No meio da música, a energia acabou. Uma vez que a energia estava de volta, Strummer perguntou ao público se eles se importariam se a banda reiniciasse. Eles então começaram novamente com "London Calling" e continuaram por mais meia hora.
Após esses auto-descritos "anos selvagens", Strummer começou a trabalhar com outras bandas; ele tocou piano em 1995 no hit britânico dos Levellers, "Just the One" e apareceu no single Black Grape "England's Irie" em 1996. Em 1997, enquanto estava na cidade de Nova York, ele trabalhou com o famoso produtor e engenheiro Lee "Scratch" Perry no The Clash remixado e material dub reeditado da 101ers. Em colaboração com o percussionista Pablo Cook, Strummer escreveu e interpretou a trilha sonora de Tunnel of Love (Robert Wallace, 1997), que foi apresentado no Festival de Cannes no mesmo ano.
Em 1998, ele fez uma aparição no programa animado de televisão South Park e apareceu no álbum Chef Aid: The South Park Album, com canções inspiradas na série.
Durante esse tempo, Strummer estava envolvido em uma disputa legal com a gravadora do The Clash, Epic Records. O desacordo durou quase oito anos e terminou com a gravadora concordando em deixá-lo gravar discos solo com outra gravadora. Se o The Clash se reunisse, eles teriam que gravar para a Sony. Durante os anos 90, Strummer foi DJ no BBC World Service com seu programa de meia hora London Calling. Amostras da série fornecem os vocais para "Midnight Jam" em Joe Strummer e o álbum final dos Mescaleros, Streetcore.

## The Mescaleros e outros trabalhos (1999–2002)

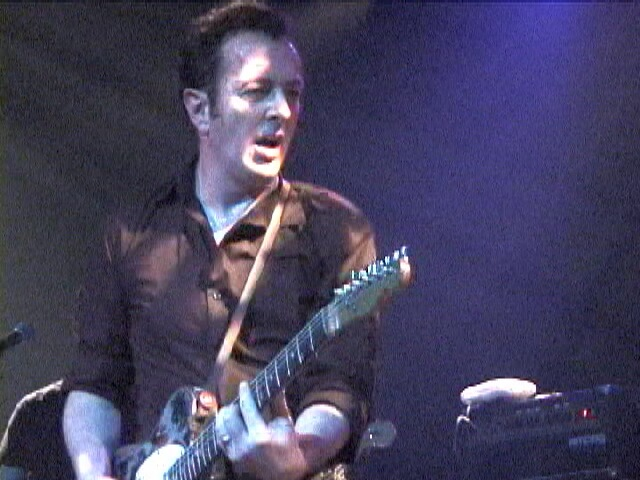
Joe Strummer durante um show na cidade de Nova York no dia 5 de abril de 2002

Em meados da década de 1990, Strummer reuniu músicos de primeira linha em uma banda de apoio que ele chamou de The Mescaleros. Strummer e a banda assinaram com a Mercury Records e lançaram seu primeiro álbum em 1999, que foi co-escrito com Antony Genn, chamado Rock Art and the X-Ray Style. Na época a banda fez uma turnê pela Inglaterra, Europa e América do Norte.
Em 2001, a banda assinou com o selo punk californiano Hellcat Records e lançou seu segundo álbum de estúdio, Global a Go-Go. O álbum contou com uma turnê de 21 datas pela América do Norte, Grã-Bretanha e Irlanda. Mais uma vez, esses shows contaram com material do The Clash ("London's Burning", "Rudie Can't Fail", "(White Man) In Hammersmith Palais"), bem como covers de sucessos de reggae e ska ("The Harder They Come", "A Message to You, Rudy") e a banda regularmente fechava o show tocando "Blitzkrieg Bop" dos Ramones. Ele fez um cover de "Redemption Song" de Bob Marley com Johnny Cash.
Em 15 de novembro de 2002, Strummer e os Mescaleros fizeram um show beneficente para bombeiros em Londres, no Acton Town Hall. Mick Jones estava na platéia e se juntou à banda no palco durante o "Bankrobber" do Clash. Seguiu-se um bis, com Jones tocando guitarra e cantando em "White Riot" e "London's Burning". Esta apresentação marcou a primeira vez desde 1983 que Strummer e Jones se apresentaram juntos no palco.
A última apresentação regular de Strummer foi na Liverpool Academy em 22 de novembro de 2002, mas sua última apresentação, apenas duas semanas antes de sua morte, foi em um pequeno clube, The Palace, em Bridgwater, Somerset, perto de sua casa. Pouco antes de sua morte, Strummer e Bono Vox do U2 co-escreveram uma canção, "46664", para Nelson Mandela, como parte de uma campanha contra a AIDS na África.

## Morte
Strummer morreu de repente em 22 de dezembro de 2002 em sua casa em Broomfield, Somerset, vítima de uma cardiopatia congênita. Seus bens foram avaliados em quase 1 milhão de libras e ele deixou tudo para a sua esposa Lucinda. Os restos mortais de Strummer foram cremados e as cinzas entregues à sua família.

## Discografia
Com o The Clash
| Ano  | Álbum                |
| ---- | -------------------- |
| 1977 | The Clash            |
| 1978 | Give 'Em Enough Rope |
| 1979 | London Calling       |
| 1980 | Sandinista!          |
| 1980 | Black Market Clash   |
| 1982 | Combat Rock          |
| 1985 | Cut the Crap         |

Com The 101'ers
| Ano  | Álbum                  | Informação adicional                              |
| ---- | ---------------------- | ------------------------------------------------- |
| 1981 | Elgin Avenue Breakdown | Coletânea com material gravado entre 1974 e 1976. |

Carreira solo
| Ano  | Álbum                                                        | Informação adicional                                                                                             |
| ---- | ------------------------------------------------------------ | --- |
| 1986 | Sid and Nancy Soundtrack                                     | Trilha sonora para o filme Sid and Nancy, com duas músicas de Strummer.                                          |
| 1987 | Walker                                                       | Trilha sonora para o filme Walker, feita por Strummer.                                                           |
| 1987 | Straight To Hell Original Soundtrack                         | Trilha sonora para o filme Straight to Hell, com duas músicas de Strummer.                                       |
| 1993 | When Pigs Fly Soundtrack                                     | Trilha sonora do filme When Pigs Fly, feita por Strummer.                                                        |
| 1998 | Chef Aid: The South Park Album                               | Contém "It's A Rockin' World", tocada por Strummer, Flea, Nick Hexum, Tom Morello, DJ Bonebrake e Benmont Tench. |
| 1999 | Michael Hutchence                                            | Backing vocals na primeira música no álbum solo de Michael Hutchence's, "Let Me Show You"                        |
| 2000 | Free the West Memphis 3                                      | Contém um cover de "The Harder They Come", tocada por Strummer e Long Beach Dub Allstars                         |
| 2002 | Jools Holland's Big Band Rhythm & Blues (convidado especial) | Contém "Return of the Blues Cowboy" tocada por Strummer com a Jools Holland Big Band                             |
| 2003 | Unearthed (convidado especial)                               | Um dueto de "Redemption Song" com Johnny Cash.                                                                   |
| 2004 | Black Magic (convidado especial)                             | Strummer toca a música "Over The Border" com Jimmy Cliff.                                                        |

Com The Latino Rockabilly War
| Ano  | Álbum                                | Informação Adicional                                              |
| ---- | ------------------------------------ | ----------------------------------------------------------------- |
| 1988 | Permanent Record Original Soundtrack | contém músicas de Strummer and The Latino Rockabilly War.         |
| 1989 | Earthquake Weather                   | único álbum completo de Joe Strummer & The Latino Rockabilly War. |

Com The Mescaleros
| Ano  | Álbum                        | Informação Adicional                                                       |
| ---- | ---------------------------- | -------------------------------------------------------------------------- |
| 1999 | Rock Art and the X-Ray Style |                                                                            |
| 2001 | Global a Go-Go               | Alcançou o número 23 na parada Billboard's Top Independent Albums nos EUA. |
| 2003 | Streetcore                   | Lançado póstumo à sua morte.                                               |